# 스파르가눔증
스파르가눔(sparganosis)은 다 자란 한종류의 기생충이 아니고 스피로메트라(Spirometra)라는 기생충 종의 애벌레이다. 고충(孤蟲) 또는 만선열두조충이라고도 불리는데 주로 뱀이나 개구리의 살이나 껍질 속에 살고 있어 뱀의 껍질을 벗기고 자세히 살펴보면 하얀 실 같은 스파르가눔이 무수히 많이 살아 움직이는 것을 볼 수 있다. 사람 몸 속에 들어오기는 했지만 이들에게 있어서 사람 몸은 좋은 환경이 아니기 때문에 제대로 자라지 못하고 어린 상태로 계속 머무르게 되며, 스파르가눔증이 발병한다. 보통 제 1중간 숙주인 플레로서코이드에 오염된 물벼룩이 들어있는 물을 마시거나 제 2중간 숙주인 개구리, 뱀등을 보신용이나 관절염치료 등을 위하여 생식하거나 이들의 껍질을 상처나 안질의 치료목적으로 사용하였을 경우 감염될 수 있다. 또 제 2중간숙주를 섭취한 포유류등이 부적당한 종숙주로 조직안에 스파르가눔을 가지고 있는 것을 사람이 생식할 때 즉 뱀이나 돼지고기등을 날것으로 먹을 때 잘 감염된다. 특히 군 특수부대에서 생존 훈련을 하면서 뱀이나 개구리를 날로 잡아먹었던 사람 중에서 환자가 많고 정력제라는 이름으로 날뱀과 날개구리를 먹는 사람에게서도 발견된다. 우연히 벌레가 있는 시냇물을 떠 먹어도 걸릴 수 있으므로 야외에서 물을 마실 때에 고인 물은 조심해야 한다.
보통 2cm정도의 이동성 피하결절의 형태로 나타나고 초기에는 자각증상이 없다. 하지만 충체가 이동할 때는 가려움중이나 압통을 동반될 수 있다. 주로 가슴, 배 주위의 피하조직, 팔다리 근육, 뱃속, 눈주위, 음낭 등 어느 곳에서나 병을 일으킬 수 있다. 머리로 퍼지는 경우는 오히려 드문 편이다. 폐흡충과는 반대로 머리의 앞이나 중간 부분 즉, 전두엽과 측두엽에 잘 생겨서 경련, 반신 불수, 두통 등을 주로 일으킨다. 수술을 통해 상처부위를 적출하는 것이 유일한 치료법이지만 매우 희귀한 경우 장에 얌전이 사는 경우는 디스토마 치료제로 간단히 치료된다.